# Ursula Harter
Ursula Harter (* 1958 in Frankfurt am Main) ist eine deutsche Kunsthistorikerin.

## Werdegang
Ursula Harter studierte Kunstgeschichte, Literaturwissenschaft, Archäologie und Europäische Ethnologie in Marburg/Lahn und an der Johann Wolfgang Goethe-Universität Frankfurt am Main. Sie absolvierte mehrere Studienaufenthalte in Paris und wurde 1993 an der Philipps-Universität Marburg promoviert mit der interdisziplinären Arbeit „Die Versuchung des heiligen Antonius zwischen Kunst und Wissenschaft: Flaubert, Moreau, Redon“.

## Kataloge, Bücher
- Max Beckmann Roma, Kat. der Ausst. Rom 1996 (Mitherausgeber u. a.: Klaus Gallwitz), Turin & London 1996
- Max Beckmann Briefe: Bd.III: 1937–1950 (bearbeitet: Klaus Gallwitz und Ursula Harter), München & Zürich 1996
- Die »Versuchung des heiligen Antonius« zwischen Religion und Wissenschaft. Flaubert, Moreau, Redon, Berlin 1998
- Max Beckmann und J. B. Neumann. Der Künstler und sein Händler in Briefen und Dokumenten von 1917 bis 1950 (Mitherausgeber: Stephan von Wiese), Köln 2011
- Aquaria in Kunst, Literatur und Wissenschaft, Vorwort: Monika Wagner, Heidelberg 2014

## Essays (Auswahl)
- Max Beckmann „e lo sciocco piagnucolio professorale dei Valori Plastici“, in: Kat. der Ausstellung Max Beckmann Roma, hgg. u. a.: Klaus Gallwitz, Ursula Harter, Turin & London 1996, S. 29–39.
- „Geschundet, gehäutet, zu Tode gearbeitet“, in: Kat. der Ausstellung Alfred Hrdlicka, Skulpturen, Zeichnungen, Druckgraphik 1945–1997, hgg. : Klaus Klemp, Peter Weiermaier, Kilchberg & Zürich 1997, S. 49–61.
- „Gustave Moreau: ‚…un peintre d’une foi violente’“, in: Dossier de l’Art, No 51, Octobre 1998, S. 38–47.
- „Die Geburt aus dem Meer: Odilon Redon und Jules Michelet“, in: Re-Visionen, hgg.: Barbara Hüttel, Jeanette Kohl, Berlin 2002, S. 177–194.
- „Le Paradis artificiel. Aquarien, Leuchtkästen und andere Welten hinter Glas“, in: Vorträge aus dem Warburg-Haus, Bd. 6., hgg. u. a.: Wolfgang Kemp, Gert Mattenklott, Berlin 2002, S. 78–124.
- „Die Metaphorik des Meeres bei Max Beckmann“, in: Kat. der Ausstellung Max Beckmann. Menschen am Meer, hgg.: Heinz Spielmann, Ortrud Westheider, Hamburg 2003, S. 138–144.
- „Ist ganz interessant, was der alte Knabe erzählt. Das Amerikabild des Malers stammt aus einem sehr gescheiten Buch: Wie  Max Beckmann das Atlantisrätsel löste“, Frankfurter Allgemeine Zeitung, 1. September 2004, Nr. 203, S. 38.
- „Verführerischer Anblick der Medusen: Ein Meilenstein der Naturgeschichte: Die große französische Australien-Expedition 1800 bis 1804“, Frankfurter Allgemeine Zeitung, 27. Oktober 2004, Nr. 251, S. N 3 (Geisteswissenschaftliche Beilage)
- „Der Hilfskanonier, der zum Zeichenstift griff. Der Franzose Charles-Alexandre Lesueur schuf mit seinen Medusenportraits Kunstwerke nach dem Vorbild der Natur“, Frankfurter Allgemeine Sonntagszeitung, Nr. 14, 10. April 2005, S. 69 (Wissenschaft, Doppelseite)
- „Künstliche Ozeane oder die Erfindung des Aquariums“, in: Kat. der Ausst. Das Meer im Zimmer, hgg. Elisabeth Schlebrügge, Landesmuseum Joanneum, Graz 2005, S. 73–104.
- „Man muß etwas mehr lawiren und aufpassen ...“, in: Kat. der Ausst. „Ich flüchte in die Wälder“. Max Beckmann in Baden-Baden, Heidelberg, Baden-Baden, Freiburg 2005, S. 46–55.
- „Der Fürst der Tiefe und die Forschung. Zwanzigtausend Meilen unter den Meeren: Wie Albert I. von Monaco die Ozeanographie förderte“, Frankfurter Allgemeine Zeitung, Nr. 156, 8. Juli 2005, S. 52.
- Das Meer. Hörbuch – FAZ-Audio-Dossier, Frankfurt am Main 2006
- „Das Geheimnis des embryonalen Lebens – Vom Wassertropfen zum Mikro-Ozean“, in: Kat. der Ausst. Wie im Traum Odilon Redon, hgg.: Margret Stuffmann, Max Hollein, Ostfildern 2007, S. 86–93.
- „Les jardins océanique“, in: Kat. der Ausst. Odilon Redon: Le Ciel, La Terre, La Mer (übersetzt ins Französische von Cathérine Henry), hg. Laurence Madeline, Paris  2007, S. 128–143.
- „Le résumé de la création“ in: Kat. der Ausst. Odilon Redon: Le Ciel, La Terre, La Mer (übersetzt ins Französische von Cathérine Henry), hg. Laurence Madeline, Paris 2007, S. 45–57.
- „Die ästhetische Theologie der Wassertierchen“, Frankfurter Allgemeine Zeitung, Nr. 194, 19. August 2008, S. N 3 (Geisteswissenschaftliche Beilage)
- „The Mystery of Depth“, in: Kat. der Ausst. Oceanomania. Souvenirs of Mysterious seas from the Expedition to the Aquarium. A Mark Dion Project, hgg. u. a.: Mark Dion, Sabrina Basta, London 2011, S. 75–87.
- „Amerika – Zu den tiefsten Tiefen der Zivilisation“, in: Kat. der Ausst. Max Beckmann und Amerika, hgg.: Jutta Schütt, Max Hollein, Ostfildern 2011, S. 252–261.
- "Die Kunstdenkmäler des Karmeliterklosters" in: Das Karmeliterkloster in Frankfurt am Main, Geschichte und Kunstdenkmäler, hg. Evelyn Brockhoff, Frankfurt am Main, 2. überarbeitete Auflage 2014 (1. Auflage 1999), S. 16–45.
- „Das verpasste Rendezvous: Max Beckmann und Jörg Ratgeb“, in: Kat. der Ausst. Max Beckmann kommt nach Frankfurt. Druckgraphik 1915–1925, hgg.: Klaus Gallwitz, Evelyn Brockhoff, Frankfurt am Main 2015, Heft 1 (Aufsätze), S. 28–41.
- „Victor Hugos Unterwelten“, in: Zeitschrift für Ideengeschichte, Bd. Heft XII/2 (Sommer 2018), S. 101–114.
- „Aquarium-Manie: die Popularisierung ozeanischer Wunder“, in: Kat. der Ausst. Die Moderne im Zoo, hgg. K. Lee Chichester, Jessica Keilholz-Busch, München 2025, S. 124–145.